# Sciami di dicchi Satakunta
Gli sciami di dicchi Satakunta sono una serie di sciami di dicchi risalenti al Mesoproterozoico che si trovano nel Mare di Botnia e nella parte centrale e occidentale della Finlandia.
Ne fanno parte lo sciame di dicchi Flögö, lo sciame Häme e lo sciame Satakunta-Ulvö.

## Sciame di dicchi Satakunta-Ulvö
Si ritiene che lo sciame di dicchi sia il risultato di un rift abortito nel Mare di Botnia che si è sviluppato come parte di una tettonica distensiva all'interno del supercontinente Columbia.
In vari punti i dicchi dello sciame intrudono i sedimenti dello Jotniano, indicando un'età post-jotniana per lo sciame. Visto su una mappa, lo sciame ha la forma di un ventaglio aperto a 90º che si irradia in direzione orientale a partire da un punto situato nel Mare di Botnia.